# Parafia św. Stanisława Kostki w Słonowicach
Parafia pw. św. Stanisława Kostki w Słonowicach – rzymskokatolicka parafia należąca do dekanatu Sławno, diecezji koszalińsko-kołobrzeskiej, metropolii szczecińsko-kamieńskiej. Została erygowana 3 maja 1976 roku. Siedziba parafii mieści się w Słonowicach. Od 2004 roku proboszczem parafii jest ksiądz Krzysztof Łachut. Parafię zamieszkuje 2050 wiernych.

## Miejsca święte

### Kościół parafialny
Kościół pw. św. Stanisława Kostki w Słonowicach
Kościół parafialny został zbudowany w XIX wieku w stylu neogotyckim a konsekrowany w 1947 roku.

### Kościoły filialne i kaplice
- Kościół pw. Matki Boskiej Królowej Polski w Tychowie
- Kaplica pw. św. Floriana we Wrzący